# Еропкин, Фёдор Степанович
Фёдор Степанович Еропкин — сын боярский, голова, дипломат и воевода на службе у московских князей Ивана III и Василия III.
Рюрикович в XVII колене. Старший сын дворянина Степана Лазаревича (Азарьевича) Еропкина, упомянутого в Новгородских походах 1492 и 1495 годов. Его младший брат Еропкин-Кляпик, Михаил Степанович, также находился на дипломатической службе.

## Биография
Показан в дворянах. В 1489 году послан в Молдавию к господарю Стефану Великому. В том же году в феврале послан  к польскому королю Казимиру IV.
В 1492 году участвовал в государевом Новгородском походе.
В 1495 году, вместе со своим дядей Афанасием Ивановичем, упоминается в числе других детей боярских, участвующих в походе Ивана III на Новгород.
В 1506 году послан в Литву к Александру с официальным известием о вступлении на Московский престол Василия III.
Во время русско-литовской войны, в 1507 году был воеводой в походе полка левой руки из Дорогобужа на Литву и к Смоленску. В августе 1508 года при переходе на русскую сторону литовского вельможы князя Михаила Глинского, Фёдор Степанович сопровождал его, как пристав, от русского стана в районе Вязьмы до Москвы.
По родословной росписи показан бездетным.

## Критика
В родословной книге из собрания М.А. Оболенского, ни его отец — Степан Лазаревич, ни брат — Михаил Степанович, ни он сам — не показаны.